# Selve Marcone
Selve Marcone – miejscowość i gmina we Włoszech, w regionie Piemont, w prowincji Biella.
Według danych na styczeń 2009 gminę zamieszkiwało 101 osób przy gęstości zaludnienia 45,9 os./1 km².